# El Marsa (Chlef)
El Marsa (em árabe: المرسى) é uma cidade e comuna localizada na província de Chlef, Argélia. Segundo o censo de 2008, a população total da cidade era de 10 807 habitantes.